# Carbonato di manganese
Il carbonato di manganese è il sale di manganese(II) dell'acido carbonico, di formula MnCO3.
A temperatura ambiente si presenta come un solido marrone chiaro inodore.